# Bas Kok
Bas Kok (Amsterdam, 1966) is een Nederlands auteur. Hij studeerde psychologie aan de Universiteit van Amsterdam. Kok werkte twintig jaar als organisatiepsycholoog. Sinds 2013 richt hij zich hoofdzakelijk op het schrijven van boeken, essays, opiniestukken, columns en blogs. Daarnaast is hij actief als ‘stadmaker’. In deze laatste rol initieert hij projecten op het gebied van stedelijke ontwikkeling.  
Werken
- Assessment doen (2004, managementboek)
- Het lab (2007, roman)
- Aardige jongens (2008, kort verhaal, UvA-schrijvers special Folia)
- Kapampa (2010, novelle)
- Galg, eendje, zwaan (2014, essay in Zwaan van R. Oomen)
- De geschiedenis van geen brug (2015, essay ter gelegenheid expositie ‘Over de brug’/ Museum Amsterdam Noord)
- Oerknal aan het IJ (2016, non-fictie)
- Metromorfose (2018, non-fictie)
- NDSM Toen en Nu (2018, co-auteur)

- Gemeinsame Normdatei: 1095806149
- International Standard Name Identifier: 0000 0003 6895 4030
- Nederlandse Thesaurus van Auteursnamen: 265041031
- Virtual International Authority File: 284564466
- WorldCat: E39PBJwdhrCqRhMm8Y4qmx7vHC